# Dưa muối Nhật Bản

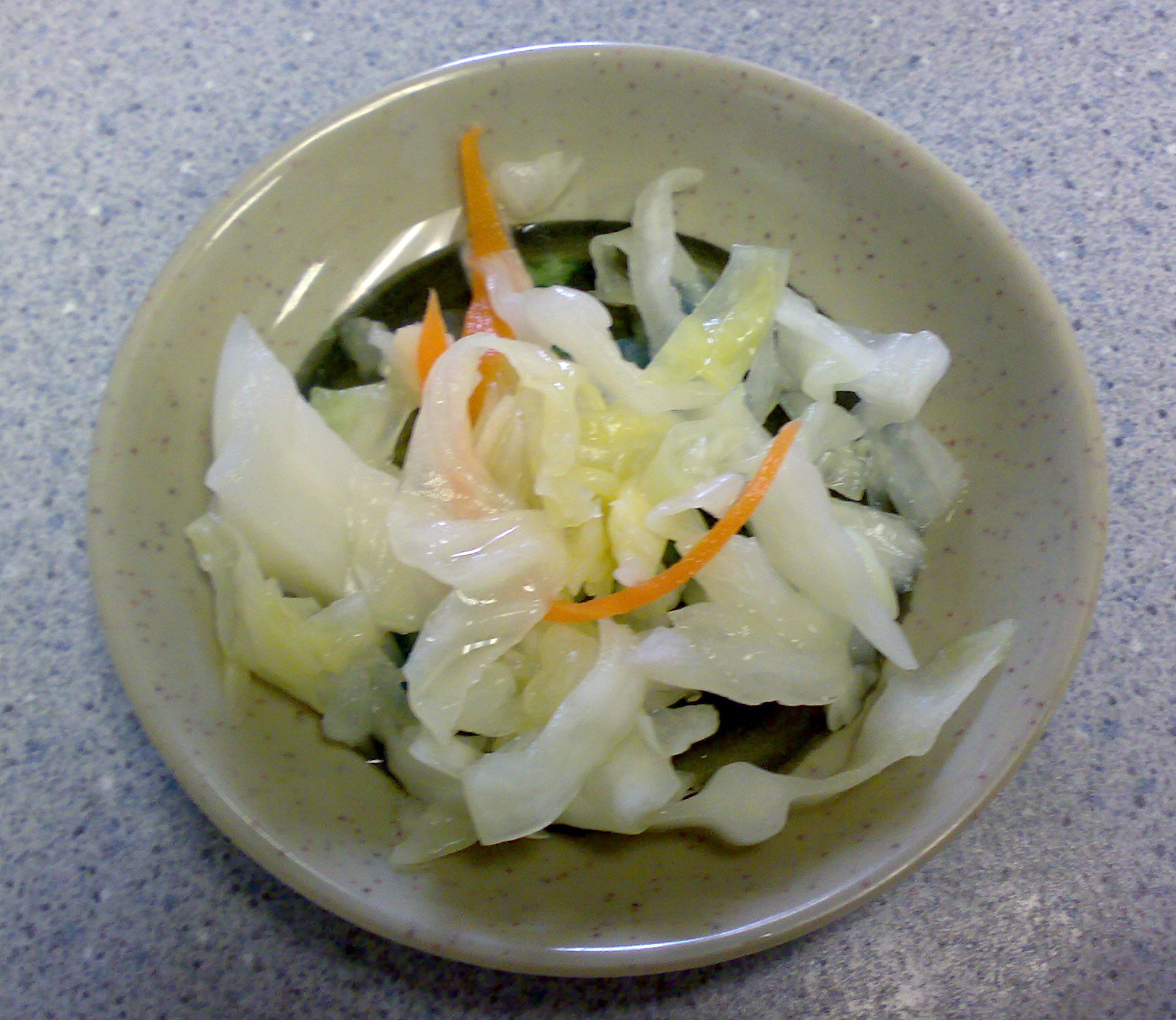
Một đĩa dưa muối Nhật Bản

Dưa muối Nhật Bản được gọi là Tsukemono (漬物- つけもの) trong tiếng Nhật, nghĩa đen là "đồ chua", "đồ dầm muối". Món này được ăn với cơm như là một món ăn kèm (okazu), là món ăn chơi (otsumami), là một món trang trí cho bữa ăn hay là một món chính cho phần kaiseki trong một lễ trà đạo.

## Tổng quan
Cách muối dưa phổ biến nhất là với muối hoặc nước muối. Điều này có nghĩa là theo tiêu chuẩn Âu Mỹ về mã thương mại áp dụng cho thuế nhập cảng, dưa muối Nhật Bản được xem là "dưa muối", chứ không phải "dưa chua" vì chúng không được muối trong axit acetic hoặc các loại giấm chưng cất nào khác. Ngoài ra, người ta cũng dùng các nguyên liệu như: nước tương, miso, giấm, cám gạo (nuka) và rượu sake lên men bằng phương pháp Lees (sake kasu) để muối dưa.
Củ cải trắng (Takuan), mận muối umeboshi, củ cải tròn, dưa chuột, và cải thảo là những thứ được ưa thích để ăn kèm với cơm. Gừng đỏ muối (Beni shoga) được dùng làm dưa ăn kèm cho món bánh xèo Nhật Bản (okonomiyaki), takoyaki và mì yakisoba. Gừng muối (gari) được dùng giữa các món sushi để làm sạch miệng, mục đích là để hương vị của món trước không ảnh hưởng đến món sau. Rakkyōzuke (một loại hành tây) thường được ăn với cà ri Nhật Bản. Theo truyền thống, người Nhật thích tự tay muối dưa. Muối dưa là một trong những cách đơn giản nhất để dự trữ thực phẩm. Ngày nay, dưa muối Nhật Bản có thể mua dễ dàng ở các siêu thị nhưng nhiều người Nhật vẫn thích tự muối. Một cách đơn giản, để muối dưa, chỉ cần một thố đựng dưa, muối và thứ gì đó để nén dưa.
Một vại dưa (tsukemonoki- 漬物器 - つけものき, nghĩa là vật đựng cho đồ ngâm), là một loại đồ nén dưa. Để nén dưa, người Nhật dùng các hòn đá nặng, gọi là tsukemonoishi (漬物石- つけものいし) với cân nặng 1–2 kg hoặc hơn. Cách nén dưa này vẫn còn được thực hiện ngày nay, ngoài ra thì có thể dụng các vật nặng làm từ nhựa, gỗ, thủy tinh, sứ để nén. Trước khi có vại nén dưa này, người ta nén bằng cách chèn một cái nêm dưới nắp đậy. Các vật nặng thường là đá hoặc kim loại có tay cầm và thường có một lớp không gây hại đến thực phẩm được đậy lên phía trên, ví dụ như nhựa. Đồ nén dưa hiện đại ngày nay thường làm bằng nhựa, có ốc xoắn gắn ở nắp để nén lớp dưa phía dưới.

## Các loại
- Asazuke: Loại dưa muối nhanh của Nhật.
- Beni shōga: gừng cắt thành sợi dài, nhuộm màu đỏ, và muối trong rượu mơ muối Nhật.
- Bettarazuke: loại củ cải trắng muối phổ biến ở Tokyo.
- Fukujinzuke: củ cải trắng, cà tím, củ sen và dưa chuột cắt nhỏ và muối bằng nước tương.
- Gari: Gừng non cắt mỏng ngâm trong nước giấm đường.
- Kasuzuke: Rau hoặc cá muối trong rượu sake lên men bằng phương pháp Lees (dùng men còn thừa lại hay các chất kết tủa khác).
- Karashizuke
- Matsumaezuke
- Narazuke
- Nozawana
- Nukazuke
- Senmaizuke
- Shibazuke
- Takanazuke
- Takuan
- Wasabizuke
- Umeboshi
- Rakkyōzuke